# Hubert Bryan Heath Eves
Sir Hubert Bryan Heath Eves (* 10. März 1883 in Staines, Middlesex; † 24. Juli 1961) war ein britischer Manager. Er war unter anderem Direktor der Anglo-Iranian Oil Company.

## Leben und Tätigkeit
Eves war ein Sohn des William Eves und seiner Ehefrau Emily Mortimer, geb. Hill. Er wurde von Privatlehrern erzogen.
1909 trat Heath in den Dienst der Burmah Oil Company Ltd. (B.O.C.), in deren Dienst er bis 1921 stand. In den Jahren vor dem Ersten Weltkrieg war er Vertreter der B.O.C. auf den burmesischen Ölfeldern, wobei seine Aufgabe in der Beaufsichtigung der Bohr- und Produktionsmaßnahmen der Firma dort bestanden. Von 1913 bis 1921 war er General Manager der B.O.C. in Indien. Zugleich (?) war er ab 1914 der Generalmanager der Anglo-Persian Oil Company (APOC) in Indien. Diese Stellung bekleidete er bis 1921.
1921 wurde Eves Leiter der Verteilungsabteilung (Distribution Department) der APOC in der Londoner Firmenzentrale dieses Konzerns. Die Tätigkeit für die BOC gab er spätestens zu diesem Zeitpunkt auf. 1924 stieg er dort in den Rang eines Direktors der Anglo-Iranian Oil Company (AIOC), wie die APOC inzwischen hieß, auf und wurde in ihren Aufsichtsrat gewählt.
Von 1941 bis 1950 war Eves stellvertretender Vorstandsvorsitzender (Deputy Chairman) der Anglo-Iranian Oil Company. 1950 zog er sich aus dem Vorstand zurück, blieb aber noch bis 1953 Mitglied des Aufsichtsrates (Board).
Während des Zweiten Weltkriegs war Eves von 1940 bis 1944 Chairman des Tonnagenkomitees des Petroleum Boards der britischen Regierung (Tanker Tonnage Committee). Außerdem war er Direktor der Suez Canal Company. 1946 wurde er zum Knight Bachelor geschlagen und durfte sich fortan „Sir“ nennen.

## Familie
Eves war seit November 1913 mit Gladys Mary Goring verheiratet. Mit dieser hatte er die Söhne Hubert John Heath und William David Heath Eves sowie die Tochter Kathleen Mary Heath Eves. Der älteste Sohn wurde am 18. März 1943 als Angehöriger der Scots Guards (8. britische Armee) in Nordafrika (Mareth-Linie) getötet. Der zweite Sohn wurde ein bekannter Manager.